# Zeitschrift für Geschichtswissenschaft (1844)
Pour les articles homonymes, voir Zeitschrift für Geschichtswissenschaft.
Le Zeitschrift für Geschichtswissenschaft (ZGW) est une revue scientifique de recherche historique bisannuelle allemande fondée en 1844 par Wilhelm Adolf Schmidt et éditée par Verlag Veit und Comp. (de) à Berlin. 
À partir de 1846, son titre devient Allgemeine Zeitschrift für Geschichte. La revue cesse de paraître en 1848.
Cette revue est considérée comme l'une des premières revues scientifiques de recherche historique générale du monde germanophone.